# Sundanina falcata
Sundanina falcata är en mångfotingart som beskrevs av Carl Graf Attems 1937. Sundanina falcata ingår i släktet Sundanina och familjen orangeridubbelfotingar. Inga underarter finns listade i Catalogue of Life.